# Karel van Mander
Karel van Mander (Meulebeke, maggio 1548 – Amsterdam, 11 settembre 1606) è stato un pittore, poeta e biografo fiammingo.

## Biografia
Nato da una famiglia aristocratica di Meulebeke,  nell'attuale Belgio. Il padre Cornelis van Mander era un ufficiale giudiziario. Frequentò la Scuola Latina di Thuielt e studiò presso i pittori Lucas de Heere a Gand e Pieter Vlerick a Tournai tra il 1568 e il 1569. Per i successivi cinque anni si dedicò all'attività di commediografo scrivendo opere a soggetto religioso e realizzandone le scenografie. Consigliato dallo zio François di Gent e dai suoi maestri, decise di intraprendere un viaggio in Italia per tre anni. Durante questa sua permanenza, tra il 1574 e il 1577 partecipò alle decorazione ad affresco del Salone del Palazzo Spada di Terni, con scene della "Notte di San Bartolomeo" e della "Battaglia di Lepanto". Nel 1574 fu presente a Firenze dove poté osservare l'intervento di Vasari nella cupola di Santa Maria del Fiore. Nel 1574, a Roma entrò nella cerchia di Bartholomeus Spranger, la leggenda vuole che sia stato il primo a scoprire le catacombe. Nel 1577 lasciò Roma per un soggiorno a Krems in Austria dove lavorò ad un affresco, oggi perduto, di una cappella del cimitero locale. Fece questo breve soggiorno in Austria al servizio dell'imperatore Rodolfo II d'Asburgo a Vienna, dove collaborò con Barttholomeus Spranger per la preparazione di apparati scenografici e dell'arco di trionfo in suo onore.
Ritornò a Meulebeke nel 1578 e si trasferì prima a Bruges e poi a Kortrijk durante il periodo delle persecuzioni religiose.
Nel 1580 è nuovamente a Bruges, mentre nel 1582 esegue il trittico di Santa Caterina per la chiesa di San Martino, commissionata dalla corporazione dei tessitori.
Dopo numerose vicissitudini a causa della guerra, si trasferì ad Haarlem, nei Paesi Bassi, alloggiando insieme alla madre, alla moglie e ai figli presso la Kleine Houtstraat.
Ad Harlem dove fondò un'accademia di pittura con i colleghi Hendrik Goltzius e Cornelis Cornelisz van Haarlem e già dal 1584 lo registrarono nella Corporazione di San Luca con il nome di "Maestro". Morì ad Amsterdam nel 1606, due anni dopo la pubblicazione del suo celebre "Schilder-Boeck", e fu sepolto nella "Oude Kerk".

## Lo Schilder-Boeck
Il nome di Van Mander è legato soprattutto allo Schilder-Boeck, ovvero il "Libro della Pittura", pubblicato per la prima volta in Olanda nel 1604, presso la stamperia di Jacob de Meester, con l'editore Passchier van Westbush di Harlem. È un'opera che raccoglie studi biografici e storici riguardo a dipinti di varie epoche e che è il corrispettivo di quello che è stata in Italia l'opera di Giorgio Vasari, infatti in essa si possono leggere vari volumi: "Le vite degli illustri pittori fiamminghi, olandesi e tedeschi", "Fondamenti della nobile e liberale arte della pittura", "Le vite degli illustri pittori antichi. Le vite degli illustri pittori italiani moderni e contemporanei". Il lavoro venne terminato nel 1603 e dato alle stampe l'anno successivo.

## Opere pittoriche
- Scena di corte nel giardino di un palazzo (ca. 1600)
- Ben Jonson gioca a scacchi con William Shakespeare (ca. 1590)
- Nudo femminile (1590)
- La temperanza di Scipione (1600)
- La flotta (ca. 1580)

## Musei
- Museo dell'Ermitage di San Pietroburgo;
- Museo Getty di Los Angeles;
- Rijksmuseum di Amsterdam;
- Museo Frans Hals di Haarlem.

## Opere
Karel van Mander, Le vite degli illustri pittori fiamminghi, olandesi e tedeschi, collana Prospettive di storia dell'arte, introduzione, traduzione e apparato critico di Ricardo de Mambro Santos, n. 4, Sant'Oreste, Apeiron Editori, 2000, ISBN 9788885978300.